# Pteris prainii
Pteris prainii là một loài dương xỉ trong họ Pteridaceae. Loài này được S.R.Ghosh mô tả khoa học đầu tiên năm 1982.
Danh pháp khoa học của loài này chưa được làm sáng tỏ. 